# گورستان روته ون ۲
قبرستان روته ون ۲ مربوط به عصر آهن است و در شهرستان گیلانغرب، بخش مرکزی، دهستان چله، ۴۰۰ متری شرق روستای روته ون واقع شده و این اثر در تاریخ ۲۶ اسفند ۱۳۸۷ با شمارهٔ ثبت ۲۵۷۲۶ به‌عنوان یکی از آثار ملی ایران به ثبت رسیده است.